# Ileana Diniz
Ileana Diniz es una jinete brasileña que compitió en la modalidad de doma. Ganó una medalla de bronce en los Juegos Panamericanos de 1983, en la prueba por equipos.

## Palmarés internacional
| Juegos Panamericanos | Juegos Panamericanos | Juegos Panamericanos | Juegos Panamericanos |
| Año                  | Lugar                | Medalla              | Categoría            |
| -------------------- | -------------------- | -------------------- | -------------------- |
| 1983                 | Caracas (Venezuela)  | Medalla de bronce    | Por equipos          |